# Claudia Neuhaus
Claudia Neuhaus (* 11. Mai 1973 in Düsseldorf) ist eine ehemalige deutsche Basketballspielerin.

## Laufbahn
Neuhaus spielte für DJK Agon 08 Düsseldorf, Düsseldorf-Oberkassel, ART Düsseldorf, die BG Dorsten und den TV Bensberg. Sie kam während ihrer Leistungssportlaufbahn auf Einsätze in der Bundesliga sowie mit Agon Düsseldorf im Europapokal.
Beruflich wurde die studierte Sportwissenschaftlerin mit Diplom-Abschluss an der Sporthochschule Köln mit einer eigenen Praxis für Sport- und Bewegungstherapie sowie in der Rehabilitation tätig.